# Mantova Calcio 1994 1997-1998
Questa pagina raccoglie le informazioni riguardanti il Calcio Mantova 1994 nelle competizioni ufficiali della stagione 1997-1998.

## Stagione
Nella stagione 1997-98 il Mantova ha disputato il girone A del campionato di calcio di Serie C2, con 47 punti in classifica si è piazzato in ottava posizione, il campionato è stato vinto con 63 punti dal Varese che è stato promosso in Serie C1 con la Cittadella che ha vinto i playoff. La squadra virgiliana è allenata da Andrea Agostinelli, già centrocampista biancorosso nel biennio 1988-1990, disputa un discreto campionato, al termine del girone di andata con 25 punti si trova in una solida posizione di centroclassifica, staccata però nove punti dalla coppia di testa, formata da Varese e Pro Patria. Nel girone di ritorno il raccolto è più magro, composto da 22 punti. Con i 47 punti finali si resta equidistanti dalla testa e dalla coda, staccati sei lunghezze dai playoff e otto punti dai playout. Miglior realizzatore dei biancorossi è Silvio Dellagiovanna autore di 12 centri. Nella Coppa Italia di Serie C i virgiliani disputano il girone D, che è stato vinto dalla Spal.

## Rosa
| N. |                   | Ruolo | Calciatore           |
| -- | ----------------- | ----- | -------------------- |
|    | Italia (bandiera) | C     | Pierangelo Avanzi    |
|    | Italia (bandiera) | P     | Mirko Bellodi        |
|    | Italia (bandiera) | D     | Claudio Cavagnini    |
|    | Italia (bandiera) | D     | Nicola Consoli       |
|    | Italia (bandiera) | A     | Silvio Dellagiovanna |
|    | Italia (bandiera) | C     | Giacomo Faini        |
|    | Italia (bandiera) | A     | Andrea Ferrari       |
|    | Italia (bandiera) | D     | Elvis Forgione       |
|    | Italia (bandiera) | C     | Stefano Frutti       |
|    | Italia (bandiera) | D     | Nicola Lampugnani    |
|    | Italia (bandiera) | C     | Maurizio Laureri     |

| N. |                   | Ruolo | Calciatore         |
| -- | ----------------- | ----- | ------------------ |
|    | Italia (bandiera) | C     | Antonio Leotta     |
|    | Italia (bandiera) | D     | Manolo Liberati    |
|    | Italia (bandiera) | C     | Gianluca Lillo     |
|    | Italia (bandiera) | D     | Ivano Martini      |
|    | Italia (bandiera) | C     | Gianluca Nistri    |
|    | Italia (bandiera) | D     | Stefano Perini     |
|    | Italia (bandiera) | A     | Maurizio Prete     |
|    | Italia (bandiera) | C     | Massimiliano Rossi |
|    | Italia (bandiera) | A     | Cristian Soave     |
|    | Italia (bandiera) | A     | Alberto Tenzon     |
|    | Italia (bandiera) | C     | Nicola Trentini    |

## Risultati

### Campionato

#### Girone di andata
| Arbitro: | Maselli (Lucca) |

|                        |           |                          |
| Dellagiovanna 23’, 57’ | Marcatori | 71’ (aut.) N. Lampugnani |

| Arbitro: | Pieri (Genova) |

|          |           |  |
| Masi 87’ | Marcatori |  |

| Arbitro: | Campofiorito (Chiavari) |

|  |           |                           |
|  | Marcatori | 71’ Lillo 94’ An. Ferrari |

| Mantova 21 settembre 1997 4ª giornata | Mantova                   | 0 – 0 | Giorgione | Stadio Danilo Martelli\| Arbitro: \| Dondarini (Finale Emilia) \| |
| Arbitro:                              | Dondarini (Finale Emilia) |       |           |                                                                   |

| Arbitro: | G. Rossi (Rimini) |

|                |           |             |
| Pennacchio 10’ | Marcatori | 14’ Martini |

| Arbitro: | Ponzo (Vercelli) |

|                                      |           |            |
| Dellagiovanna 45’ Martini 70’ (rig.) | Marcatori | 5’ Gorlani |

| Arbitro: | Alvino (Salerno) |

|             |           |  |
| M. Sala 14’ | Marcatori |  |

| Arbitro: | Nigro (Torre del Greco) |

|  |           |            |
|  | Marcatori | 68’ Zirafa |

| Arbitro: | Castellin (Conselve) |

|                 |           |                                                 |
| Civero 51’, 59’ | Marcatori | 26’ (rig.) Martini 52’ Dellagiovanna 57’ Avanzi |

| Arbitro: | Cassarà (Palermo) |

|            |           |  |
| Nistri 20’ | Marcatori |  |

| Arbitro: | Gasparoni (Ancona) |

|                              |           |  |
| Dellagiovanna 57’ Nistri 59’ | Marcatori |  |

| Arbitro: | Cirone (Palermo) |

|              |           |                    |
| Morganti 57’ | Marcatori | 31’ (rig.) Martini |

| Arbitro: | Battistella (Conegliano) |

|            |           |                     |
| Nistri 18’ | Marcatori | 35’ (rig.) Bruzzano |

| Arbitro: | Raccichini (Voghera) |

|             |           |                                      |
| Bertoni 17’ | Marcatori | 55’ (rig.) Martini 62’ Dellagiovanna |

| Arbitro: | Benedetto (Messina) |

|  |           |               |
|  | Marcatori | 82’ Argentesi |

| Arbitro: | Vittoria (Napoli) |

|              |           |  |
| Bonavita 41’ | Marcatori |  |

| Arbitro: | Ponzalli (Firenze) |

|  |           |                   |
|  | Marcatori | 16’ (aut.) Perini |

#### Girone di ritorno
| Arbitro: | Ciulli (Roma) |

|                |           |  |
| Provenzano 24’ | Marcatori |  |

| Mantova 25 gennaio 1998 19ª giornata | Mantova            | 0 – 0 | Triestina | Stadio Danilo Martelli\| Arbitro: \| Semeraro (Taranto) \| |
| Arbitro:                             | Semeraro (Taranto) |       |           |                                                            |

| Arbitro: | Porretta (Palermo) |

|  |           |             |
|  | Marcatori | 90’ Bonetto |

| Arbitro: | Nicotera (Aprilia) |

|  |           |                             |
|  | Marcatori | 40’, 73’, 89’ Dellagiovanna |

| Arbitro: | Bonin (Trieste) |

|                                       |           |               |
| Avanzi 6’ Soave 8’ Martini 41’ (rig.) | Marcatori | 48’ Ambrosoni |

| Arbitro: | Tomasi (Conegliano) |

|               |           |                 |
| Prandelli 89’ | Marcatori | 44’, 45’ Nistri |

| Arbitro: | Verrucci (Fermo) |

|                              |           |                       |
| Martini 30’ (rig.) Soave 48’ | Marcatori | 97’ (rig.) Possanzini |

| Arbitro: | Dondarini (Finale Emilia) |

|                                          |           |  |
| Martini 27’ (aut.) Zirafa 43’ Scarpa 94’ | Marcatori |  |

| Arbitro: | Cirone (Palermo) |

|                                           |           |  |
| Gruttadauria 59’ (aut.) Dellagiovanna 69’ | Marcatori |  |

| Biella 29 marzo 1998 27ª giornata | Biellese         | 0 – 0 | Mantova | Stadio Lamarmora\| Arbitro: \| Bernabini (Roma) \| |
| Arbitro:                          | Bernabini (Roma) |       |         |                                                    |

| Arbitro: | Morganti (Ascoli Piceno) |

|                                  |           |                             |
| Perini 37’ (aut.) G. Carbone 45’ | Marcatori | 80’ Dellagiovanna 84’ Soave |

| Mantova 11 aprile 1998 29ª giornata | Mantova              | 0 – 0 | Solbiatese | Stadio Danilo Martelli\| Arbitro: \| Rossomando (Salerno) \| |
| Arbitro:                            | Rossomando (Salerno) |       |            |                                                              |

| Arbitro: | Evangelista (Avellino) |

|              |           |                              |
| Gay 40’, 49’ | Marcatori | 16’ Dellagiovanna 38’ Avanzi |

| Arbitro: | P. Rossi (Forlì) |

|            |           |                  |
| Avanzi 39’ | Marcatori | 61’ (rig.) Centi |

| Arbitro: | Ferone (Terni) |

|                           |           |  |
| Barbiero 34’ Ragagnin 83’ | Marcatori |  |

| Arbitro: | Pozzi (Como) |

|  |           |                   |
|  | Marcatori | 27’, 66’ Bonavita |

| Arbitro: | Ponzio (Vercelli) |

|               |           |              |
| Mariniello 9’ | Marcatori | 76’ Trentini |

### Coppa Italia Serie C

#### Girone C
| Ospitaletto 17 agosto 1997 1ª giornata | Ospitaletto       | 2 – 0 | Mantova | Stadio Comunale\| Arbitro: \| Belloli (Bergamo) \| |
| Arbitro:                               | Belloli (Bergamo) |       |         |                                                    |

| Mantova 24 agosto 1997 2ª giornata | Mantova | 3 – 2 | Fiorenzuola | Stadio Danilo Martelli |

| Lumezzane 3 settembre 1997 3ª giornata | Lumezzane | 6 – 1 | Mantova | Nuovo Stadio Comunale |

| Mantova 10 settembre 1997 4ª giornata | Mantova         | 0 – 0 | SPAL | Stadio Danilo Martelli\| Arbitro: \| Bianchi (Prato) \| |
| Arbitro:                              | Bianchi (Prato) |       |      |                                                         |

| 24 settembre 1997 5ª giornata |  | – Turno di riposo Mantova |  |  |